# 奥塞亚斯·雷斯·多斯桑托斯
奥塞亚斯·雷斯·多斯桑托斯（Oséas Reis dos Santos，1971年5月14日—），已退役的巴西足球运动员。奥塞亚斯·雷斯·多斯桑托斯曾效力於加利西亚体育,。1996年，奥塞亚斯·雷斯·多斯桑托斯入選巴西国家队，不過他只踢了三场友谊赛（對手分別為喀麦隆、波斯尼亚和黑塞哥維那、波兰）。